# Liste der Nationalschätze Japans (Residenzen)

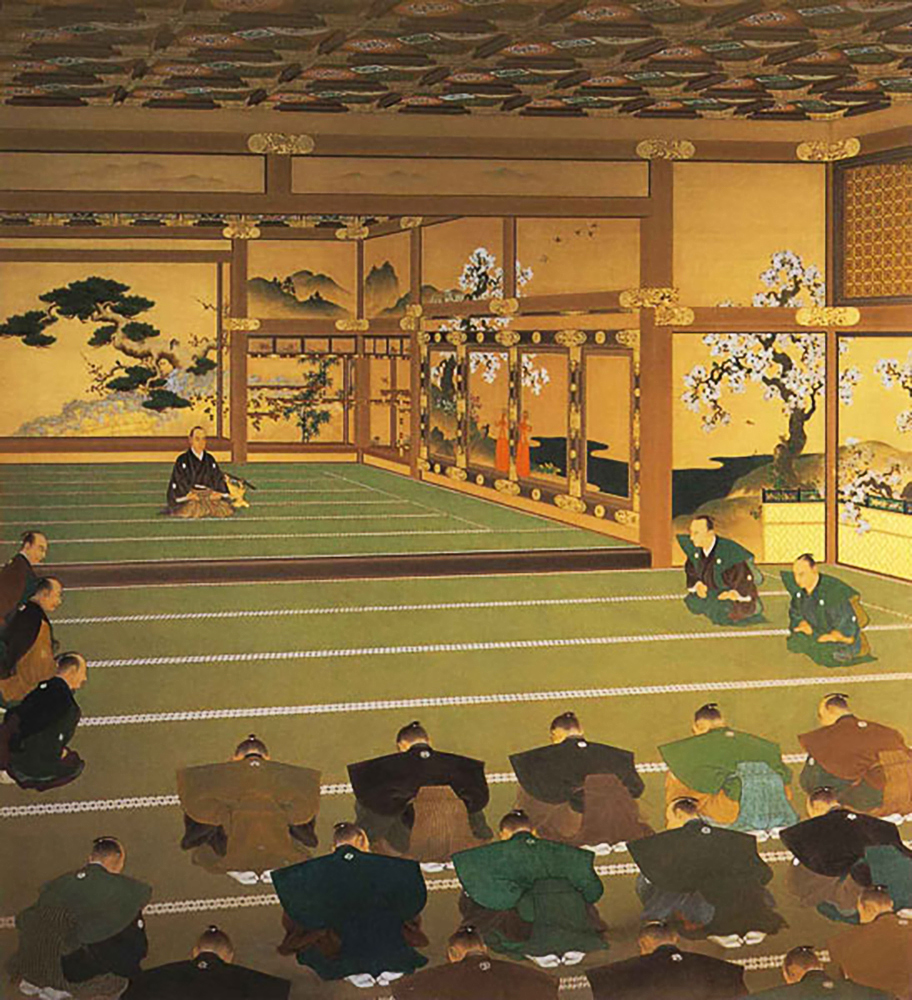
Tokugawa Yoshinobu verkündet den Beginn der Meiji-Restauration im Kuroshoin des Ninomaru Palastes

Ausgewiesene „materielle Kulturgüter“ können in Japan seit 1897 auch zu Nationalschätzen erhoben werden. Die Definition und die Kriterien für einen Nationalschatz haben sich im Laufe der Zeit verändert. Alle hier aufgeführten Residenzen genügen den aktuellen Bestimmungen des Kulturgutschutzgesetzes, das seit dem 9. Juni 1951 angewendet wird. Die Ernennung zum Nationalschatz erfolgt aufgrund des „besonders hohen geschichtlichen oder künstlerischen Wertes“ und durch den Minister für Bildung.
Die Liste umfasst fünfzehn Residenzen von der Feudalzeit des 15. Jahrhunderts (Muromachi-Zeit) bis zum frühen 17. Jahrhundert (Edo-Zeit). Die aufgeführten Bauwerke und architektonischen Strukturen umfassen Teehäuser, Shoin (Arbeits- und Empfangszimmer), Eingangsbereiche und andere Räume, die Teile gehobener japanischer Wohnhäuser waren. Die meisten davon befanden sich in Tempelanlagen, bei einem Nationalschatz handelt es sich um eine Burg. 2009 wurde der Akasaka-Palast zum Nationalschatz in der Kategorie moderne Residenzen ernannt. Da sie der einzige Nationalschatz in dieser Kategorie ist, wird sie zusammen mit den älteren Bauwerken hier aufgeführt.
Die Grundlagen für die Bauweise traditioneller japanischer Residenzen mit Tatami Böden der Gegenwart wurden in der späten Muromachi-Zeit entwickelt und in der darauffolgenden Momoyama-Zeit verfeinert.
Aus dem Baustil der Schlösser in der frühen Heian-Zeit und dem, von der Samurai-Schicht in der Kamakura-Zeit bevorzugten Baustil entwickelte sich unter dem Einfluss des Zen-Buddhismus in der Muromachi-Zeit der Shoin-zukuri-Baustil. Der Begriff shoin (書院), wörtlich Studier- oder Schreibzimmer, bezeichnete gewöhnlich sowohl den Empfangsraum in Wohnungen der militärischen Elite, als auch den Arbeitsraum in Klöstern.
Ein Shoin bestand aus einem zentralen Hauptraum, der von Gängen umschlossen war und der durch Schiebetüren (fusuma) oder durch Raumtrenner (shōji) unterteilt werden konnte. Der Hauptempfangsraum war üblicherweise mit einer dekorativen Nische, einer tokonoma mit regalartigen, zueinander versetzten Ablageböden und aufwendig bemalten Schiebetüren ausgestattet. Üblicherweise ist der Empfangsraum vollständig, d. h. von Wand zu Wand, mit Tatami Matten ausgelegt, ist mit Vierkantpfielern und einer Kassettendecke ausgestattet und besitzt Holzschiebetüren, die den Raum als Regentüren (雨戸, amado) bei Regenwetter schützen. Ein Eingangsbereich (genkan) entwickelte sich als Bestandteil von Wohnhäusern erst in der Momoyama-Zeit. Das älteste im Shoin-Stil erbaute und noch erhaltene Gebäude ist der Tōgu-dō im Ginkaku-ji von 1485. Weitere repräsentative Beispiele des frühen Shoin-Stils, auch Shuden Stil genannt, sind zwei große Besucherzimmer im Mii-dera. Der Shoin-Baustil erreichte in der frühen Edo-Zeit seinen Höhepunkt. Zur gleichen Zeit verbreitete er sich als Baustil für Residenzen der militärischen Elite. Der etwas förmlichere Stil dieser Epoche ist noch am Ninomaru Palast, der Burg Nijō und am Nishi Hongan-ji erkennbar.
Neben dem shoin-zukuri entwickelte sich eine schlichtere Bauweise für japanische Teehäuser, die für die Teezeremonie (chadō) benutzt wurden. Im 16. Jahrhundert hatte sich das auf Sen no Rikyū zurückgehende und gewöhnlich seiner geringen Größe von zwei bis acht Tatami Matten, der Verwendung natürlicher Materialien und seines rustikalen Erscheinungsbildes wegen Schilfhütte (草庵, sōan) genannte Teehaus etabliert. Diese Form des Teehauses, für die beispielhaft das Joan und Taian Teehaus genannt seien, besaß Charakteristika sowohl des japanischen Bauernhauses als auch des Shoin-Stils: es besaß Tatami Matten, eine Tokonoma Nische und eine oder mehrere Vorkammern für Vorbereitungen zur Teezeremonie.
Zu Beginn der Edo-Zeit vermischten sich die Ausstattungsmerkmale des Shoin-Baustils mit denen der Teehäuser. Diese führte zum sukiya-zukuri Stil (数寄屋造), einer weniger strengen Bauweise und Variante des Shoin-Stils. Im sukiya-zukuri wurde Zedern-, Kiefern-, Tannen-, Bambus- und Zypressenholz meist mit rauer Oberfläche und mit der Rinde verwendet. Im Unterschied zum Shoin-Stil war die Dachtraufe bei der sukiya Bauweise nach unten gebogen. Der Shoin-Stil war zwar für Prachtbauten geeignet, wurde hingegen für Residenzen zu pompös. Folglich wurden Wohnhäuser für den Adel und für Samurai mit dem Beginn der Edo-Zeit in der sukiya Bauweise errichtet. Beispiele dieser Bauart sind die kaiserliche Katsura-Villa und die Kuroshoin (黒書院, schwarze Studierhalle) des Nishi Hongan-ji.

## Kennzahlen
Insgesamt werden nachfolgend 15 Gebäude an zehn Plätzen in fünf Städten aufgelistet. Zehn der 15 Gebäude befinden sich in Kyōto. Die meisten Nationalschätze in der Kategorie Residenzen besitzt mit drei Gebäuden die Anlage des Nishi Hongan-ji.

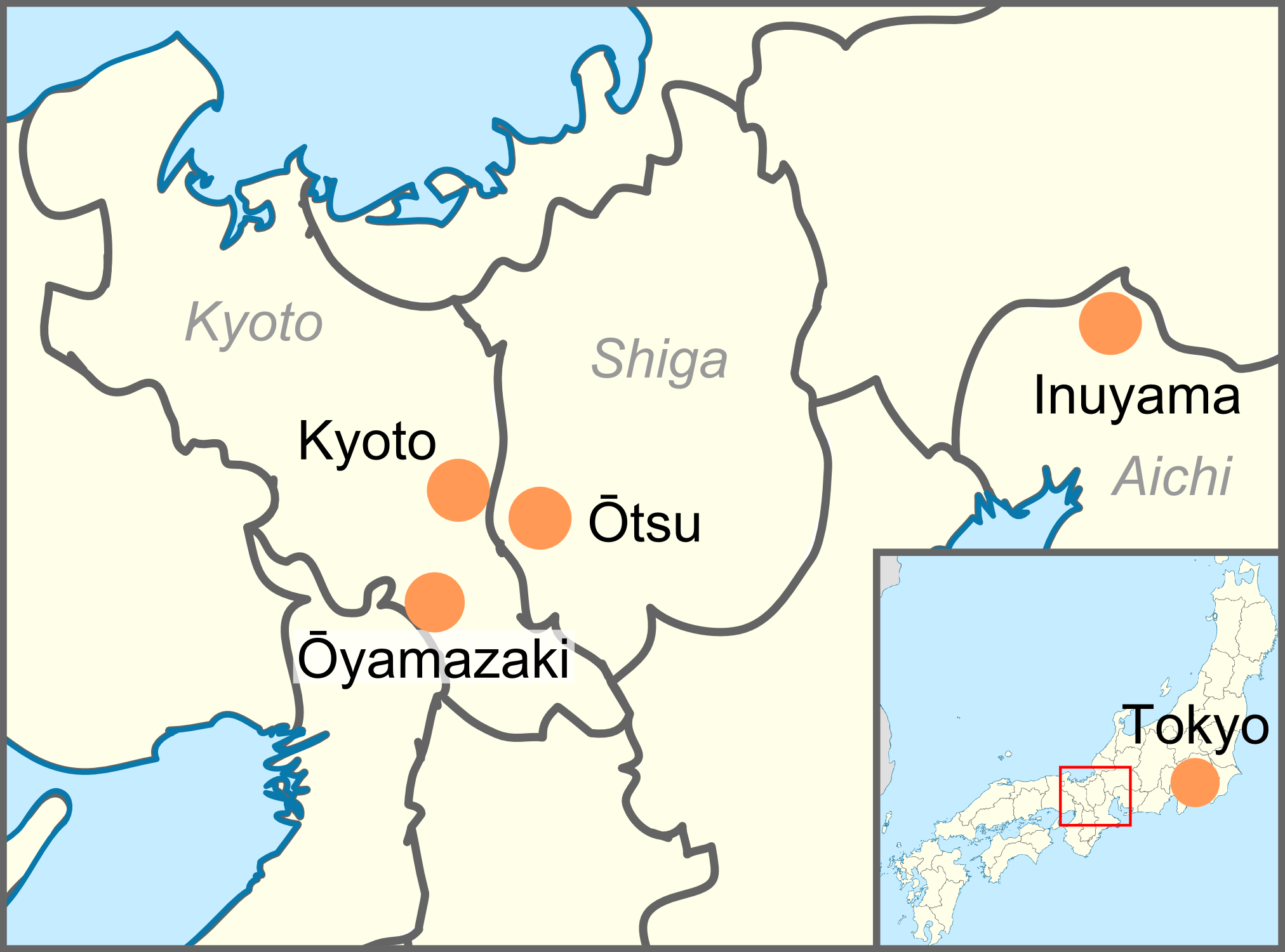
Karte der Orte, an denen sich Nationalschätze der Kategorie Residenzen befinden

| Präfektur       | Stadt     | Nationalschatz |
| --------------- | --------- | -------------- |
| Aichi           | Inuyama   | 1              |
| Präfektur Kyōto | Kyōto     | 10             |
| Präfektur Kyōto | Ōyamazaki | 1              |
| Präfektur Shiga | Ōtsu      | 2              |
| Präfektur Tokio | Tokio     | 1              |

| Zeit           | Nationalschatz |
| -------------- | -------------- |
| Muromachi-Zeit | 2              |
| Momoyama-Zeit  | 7              |
| Edo-Zeit       | 5              |
| Meiji-Zeit     | 1              |

| Ort / Anlage                | Nationalschatz |
| --------------------------- | -------------- |
| Ninomaru-Palast (Burg Nijō) | 1              |
| Nishi Hongan-ji             | 3              |
| Ginkaku-ji                  | 2              |
| Mii-dera                    | 2              |
| Sanbō-in                    | 2              |
| Ryōkō-in (Daitoku-ji)       | 1              |
| Myōki-an                    | 1              |
| Tō-ji                       | 1              |
| Urakuen                     | 1              |
| Akasaka-Palast              | 1              |

## Legende
Die Spalten der nachfolgenden Tabelle sind, mit Ausnahme der Spalten Anmerkungen und Bild, sortierbar.
- Bezeichnung: Bezeichnung des Bauwerks gemäß der Datenbank für Nationale Kulturgüter.[2][Anm. 1]
- Gebäudekomplex: Meist ist das Bauwerk Teil eines Gebäudekomplexes (einer Tempelanlage bspw.), der hier bezeichnet wird.
- Anmerkungen: allgemeine und architektonische Anmerkungen, wie Abmaße und architektonische Besonderheiten.
- Zeitabschnitt: Zeitabschnitt der Erbauung, sortiert nach dem Jahr. Ist kein genaues Datum bekannt, ist das Jahr, in dem der Zeitabschnitt beginnt, hier genannt.
- Ortsangabe: Stadt, Präfektur und geografische Koordinaten des Bauwerks, sortiert nach Präfekturname.
- Bild: Abbildung der Residenz.

## Nationalschätze
| Bezeichnung                                                                                 | Gebäudekomplex                                                           | Anmerkungen | Zeitabschnitt                                    | Ortsangabe                                                 | Bild |
| ------------------------------------------------------------------------------------------- | ------------------------------------------------------------------------ | --- | ------------------------------------------------ | ---------------------------------------------------------- | --- |
| Teehaus Joan (如庵); ernannt 1951                                                           | Urakuen (有楽苑)                                                         | Japanisches Teehaus, einstöckig, Fußwalmdach irimoya-zukuri (入母屋造) gedeckt mit Schindeln, Teehaus mit 2,5 + 3/4 Tatami-Matten und einem drei Tatami-Matten großen Vorbereitungsraum (mizuya), erbaut von Oda Uraku, einem Schüler von Sen no Rikyū | frühe Edo-Zeit, ca. 1618                         | Inuyama, Präfektur Aichi 35° 23′ 16,7″ N, 136° 56′ 31,4″ O | Kleines Teehaus mit Fußwalmdach von Oda Uraku. |
| Kangakuin, Empfangsbereich (勧学院客殿, Kangakuin kyakuden); ernannt 22. November 1952      | Mii-dera                                                                 | Vorderseite: sieben Ken × Seite: sieben Ken, Fußwalmdach (irimoya-zukuri), Eingang im Tsumairi-Stil, wellenförmiger, konvexer Ortgang karahafu (唐破風) an der Vorderseite, hier als norikarahafu (軒唐破風) d. h. an der Dachtraufe ansetzend, ausgeführt; Satteldach im kirizuma-zukuri-Stil (切妻造) mit gleicher Giebellänge vom Dachfirst bis zur Traufe, einstöckig mit Holzschindeln eingedeckt. | Momoyama-Zeit, 1600                              | Ōtsu, Präfektur Shiga 35° 0′ 42,4″ N, 135° 51′ 8,6″ O      | |
| Kōjōin, Empfangsbereich (光浄院客殿, Kōjōin kyakuden)                                       | Mii-dera                                                                 | Vorderseite: sieben Ken × Seite: sechs Ken, Fußwalmdach (irimoya-zukuri), Eingang im tsumairi-Stil, wellenförmiger, konvexer Ortgang karahafu (唐破風), Satteldach im kirizuma-zukuri-Stil (切妻造) mit gleicher Giebellänge vom Dachfirst bis zur Traufe. einstöckig mit Holzschindeln eingedeckt. | Momoyama-Zeit, 1601                              | Ōtsu, Präfektur Shiga 35° 0′ 52,2″ N, 135° 51′ 9,3″ O      | |
| Kanchiin, Empfangsbereich (観智院客殿, Kanchiin kyakuden)                                   | Tō-ji                                                                    | Vorderseite: 12,7 m × Seite 13,7 m, Eingang im tsumairi-Stil, karahafu (唐破風) an der Vorderseite, hier als norikarahafu (軒唐破風) d. h. an der Dachtraufe ansetzend, ausgeführt; Satteldach im kirizuma-Stil (切妻造) mit gleicher Giebellänge vom Dachfirst bis zur Traufe. einstöckig mit Kupferblech gedeckt. | Momoyama-Zeit, 1605                              | Kyōto, Präfektur Kyōto 34° 58′ 57,5″ N, 135° 44′ 52,4″ O   | Kleiner Garten umrahmt von Holzgebäuden mit Veranda. |
| Empfangs- und Arbeitszimmer (表書院, Omote shoin)                                           | Sanbō-in                                                                 | Umfasst einen unteren, mittleren und oberen Raum; der untere (gedan) konnte als Nō-Bühne fungieren, wobei das Publikum im mittleren und oberen Raum saß. Größe des oberen Raums: 15 Tatami-Matten (mit tokonoma), Vorraum 27 Matten, Eingang von allen vier Seiten, einstöckig, irimoya-Stil, Quellbrunnen (泉殿 izumidono) im kirizuma-Stil, Dachdeckung: sangawarabuki, Vordach an der Westseite als karahafu ausgeführt und mit Zypressenrinde bedeckt. | Momoyama-Zeit, 1598                              | Kyōto, Präfektur Kyōto 34° 57′ 7,5″ N, 135° 49′ 10,4″ O    | |
| Karamon (唐門)                                                                              | Sanbō-in                                                                 | Tor mit den Abmaßen: 3 × 2 ken, Durchgang mittig (6,27 × 2,60 m) Ortgang im karahafu-Stil; wird auch als chokushimon (勅使門, Tor für kaiserliche Boten) bezeichnet, war vollständig schwarz lackiert mit vier großen Chrysanthemen- und Paulownien-Motiven verziert, bedeckt mit Rinde der Hinoki-Zypresse | Momoyama-Zeit                                    | Kyōto, Präfektur Kyōto 34° 57′ 6,3″ N, 135° 49′ 9″ O       | Kleines überdachtes Holztor mit Chrysanthemen und einem seitlichen Giebel im chinesischen Stil. |
| Silberner Pavillon (銀閣, Ginkaku)                                                          | Ginkaku-ji                                                               | Ost- und Westseite: 8,2 m, Nordseite: 7,0 m, Südseite: 5,9 m, zweistöckig: Erdgeschoss im shoin-zukuri-Stil, erster Stock im Stile chinesischer Tempel mit Fenstern, wobei der Fensterbogen beidseitig „S“-förmig, geschwungen gestaltet ist (火灯窓, katōmado, Katō-Fensterbogen); Dach im hōgyō-Stil mit Dachschindeln eingedeckt, ursprünglicher Name: Kannonden (観音殿) | mittlere Muromachi-Zeit, 1489                    | Kyōto, Präfektur Kyōto 35° 1′ 35,5″ N, 135° 47′ 52,9″ O    | zweistöckiges Gebäude mit weißen Wänden im Erdgeschoss und Holzwänden im Obergeschoss, Ginkaku-ji. |
| Tōgu-dō (東求堂)                                                                            | Ginkaku-ji                                                               | 6,9 × 6,9 m, einstöckig, irimoya-Stile, bedeckt mit Rinde der Hinoki-Zypresse, buddhistische Halle für Ashikaga Yoshimasa mit zwei buddhistischen Andachtshallen und zwei weiteren Räumen; ältestes noch erhaltenes Gebäude im shoin-zukuri-Stil | späte Muromachi-Zeit, 1485                       | Kyōto, Präfektur Kyōto 35° 1′ 36,8″ N, 135° 47′ 54,4″ O    | einstöckiges Holzgebäude mit Fußwalmdach, weißen Wänden und Schiebetüren. |
| Wachstube (遠侍, Tōzamurai) und überdachte Wagenauffahrt (車寄, kurumayose)                 | Ninomaru-Palast (Burg Nijō)                                              | Eingangshalle: 5 × 3, Dachdeckung mit Rinde der Hinoki Zypresse Wachstube: 8 × 8, Dachdeckung im hongawarabuki-Stil beide Gebäude sind einstöckig, im irimoya-Stil ausgeführt | frühe Edo-Zeit, 1602–1603 und 1625–1626          | Kyōto, Präfektur Kyōto                                     | Holzgebäude mit Fußwalmdach, weißen Wänden und Schiebetüren. · Kleines Holzgebäude mit Fußwalmdach, weißen Wänden und Matallverzierungen am Giebel, vor einem größeren Gebäude stehend, das ebenfalls ein Fußwalmdach und weiße Wände besitzt und dessen Giebel mit Chrysanthemen-Motiven verziert ist. |
| Eingangsbereich (式台, Shikidai)                                                            | Ninomaru-Palast (Burg Nijō)                                              | Abmaße: 3 (Front), 5 (Rückseite), 4 (rechte Seite), 6 (linke Seite) ken, einstöckig, irimoya-Stil, Dachdeckung als hongawarabuki ausgeführt. | frühe Edo-Zeit, 1602–1603 und 1625–1626          | Kyōto, Präfektur Kyōto 35° 0′ 48,1″ N, 135° 44′ 59,8″ O    | Holzgebäude mit Fußwalmdach, weißen Wänden und Schiebetüren. |
| Große Halle (大広間, ōhiroma)                                                               | Ninomaru-Palast (Burg Nijō)                                              | Abmaße: 7 (Vorderseite), 5 (Rückseite), 8 (rechte Seite), 7 (linke Seite) ken, einstöckig, irimoya-Stil, Dachdeckung als hongawarabuki ausgeführt. | frühe Edo-Zeit, 1602–1603 und 1625–1626          | Kyōto, Präfektur Kyōto 35° 0′ 48,7″ N, 135° 44′ 58,8″ O    | Holzgebäude mit Fußwalmdach, weißen Wänden und Schiebetüren; Giebel mit Chrysanthemen verziert. |
| Sagobaum-Zimmer (蘇鉄之間, Sotetsu-no-ma)                                                   | Ninomaru-Palast (Burg Nijō)                                              | Abmaße: 1 (Front), 3 (Rückseite), 8 (rechte Seite), 9 (linke Seite) ken, einstöckig, irimoya-Stil, Dachdeckung als hongawarabuki ausgeführt und kuroshoin (Schwarze Studierhalle) mit ōhiroma (Großer Halle) verbindend. | frühe Edo-Zeit, 1602–1603 und 1625–1626          | Kyōto, Präfektur Kyōto 35° 0′ 49,4″ N, 135° 44′ 58,5″ O    | |
| Schwarze Studierhalle (黒書院, Kuroshoin)                                                   | Ninomaru-Palast (Burg Nijō)                                              | Abmaße: 7 (Front), 8 (Rückseite), 6 (rechte Seite), 8 (linke Seite) ken, einstöckig, irimoya-Stil, Dachdeckung als hongawarabuki ausgeführt | frühe Edo-Zeit, 1602–1603 und 1625–1626          | Kyōto, Präfektur Kyōto 35° 0′ 49,9″ N, 135° 44′ 57,9″ O    | Holzgebäude mit weißen Wänden und Fußwalmdach. |
| Weiße Studierhalle (白書院, Shiroshoin)                                                     | Ninomaru-Palast (Burg Nijō)                                              | 6 × 6, einstöckig, irimoya-Stil, Dachdeckung als hongawarabuki ausgeführt | frühe Edo-Zeit, 1602–1603 und 1625–1626          | Kyōto, Präfektur Kyōto 35° 0′ 51,1″ N, 135° 44′ 57,8″ O    | |
| Schwarze Studierhalle (黒書院, Kuroshoin) und Zwischengang (伝廊, denrō)                    | Nishi Honganji                                                           | Schwarze Studierhalle Abmaße: 6 ken (Vorderseite), 7 ken (Rückseite), 4 ken (linke Seite), 6 ken (rechte Seite), zweistöckig, yosemune-Stil mit Schindeln gedeckt Denrō-Zwischengang: 4 × 2, einstöckig, ryōsage-Stil | frühe Edo-Zeit, 1657                             | Kyōto, Präfektur Kyōto                                     | |
| Shoin (書院): Empfangszimmer (対面所, Taimenjo) und Weiße Studierhalle (白書院, Shiroshoin) | Nishi Honganji                                                           | 38,5 × 29,5 m, einstöckig, irimoya-Stil, Eingang im tsumairi-Stil; Offene Veranda (濡縁, nure-en): ist eine Veranda, die außerhalb der schützenden Regentüren liegt und selbst bei Dachüberhang dem Wetter preisgegeben ist. Dachdeckung als hongawarabuki ausgeführt | frühe Edo-Zeit, 1618                             | Kyōto, Präfektur Kyōto 34° 59′ 27,2″ N, 135° 45′ 3,5″ O    | Raum mit Tatami-Matten und einer Vielzahl von Wandbemalungen Szenen am Hofe darstellend. · Drei Tatami-Matten großer Raum mit Schiebetüren, die mit Vogel- und Pflanzenmotiven verziert sind. |
| Hiunkaku (飛雲閣)                                                                           | Nishi Honganji                                                           | Süd- und Nordseite: 25,8 m, Ostseite: 11,8 m, Westseite: 12,5 m, dreistöckig mit Schindeldach; Erdgeschoss: shoin-zukuri, Studierzimmer (招賢殿, Shōkenden), Raum der acht schönen Landschaften (八景之間, Hakkei no ma), Veranda und einem Raum für die Teezeremonie (憶昔, ikujaku); karahafu Ortgang auf der einen Seite und Dach im irimoya-Stil auf der gegenüberliegenden Seite; 1. Etage: Raum der Dichterfürsten (歌仙之間, Kasen no ma) (mit Gemälden von 36 Dichterfürsten auf den hölzernen Schiebetüren und den Wänden), Mezzanin, Veranda mit Geländer; gewölbtes Walmdach und Satteldach, Dach mit wellenförmigem Ortgang an drei Seiten; 2. Etage: 8 Matten, mit „S“-förmigen Fenstern; Dachform im hōgyō-Stil | Momoyama-Zeit, zwischen 1573–1614 oder 1624–1644 | Kyōto, Präfektur Kyōto 34° 59′ 26″ N, 135° 45′ 8,8″ O      | Dreistöckiges Holzgebäude mit sich nach oben verjüngenden Etagen. Erdgeschoss mit weißen Wänden, die beiden oberen Geschosse mit Holzwänden. |
| Taian (待庵)                                                                                | Myōkian (妙喜庵)                                                         | 3 × 3,3 m, 2 Tatami-Matten großer Teeraum (chashitsu), Vorraum (次の間, tsugi-no-ma) in der Größe einer Tatami-Matte, die im Unterschied zur üblichen Ausführung einen Holzkern besitzt (板畳, itadatami); einstöckig, Schindeldach im kirizuma-zukuri-Stil, dazu ein Pultdach über dem Eingang; ältestes erhaltenes Teehaus in Japan, entworfen von Sen no Rikyū | Momoyama-Zeit, Tenshō-Zeit                       | Ōyamazaki, Präfektur Kyōto                                 | |
| Shoin (書院)                                                                                | Ryōkō-in (竜光院) (Daitoku-ji)                                           | Abmaße 6 × 4 ken, einstöckig, yosemune-zukuri-Stil; vier Räume mit zehn, acht, sechs und viereinhalb Tatami Matten, große Veranda, mit einem 4,5 + 3/4 Tatami-Matten großen Teeraum (chashitsu) bezeichnet mit mittan-seki (密庵席); erbaut von Kuroda Nagamasa | frühe Edo-Zeit, chashitsu aus der Kan'ei-Zeit    | Kyōto, Präfektur Kyōto                                     | |
| Ehemaliger Palast des Kronprinzen (旧東宮御所, Kyū-Tōgūgosho)                               | Gästehaus des Akasaka-Palastes (迎賓館赤坂離宮, Geihinkan Akasaka rikyū) | neobarocker Baustil, entworfen von Katayama Tōkuma, ehemaliger Wohnsitz des Kronprinzen Haru-no-miya Yoshihito (明宮嘉仁), dem späteren Taishō-Tennō | späte Meiji-Zeit, 1909                           | Tōkyō 35° 40′ 48,9″ N, 139° 43′ 43,3″ O                    | Ausgedehnte Palastanlage im Stile des Neobarock. |